# Macrocera fumidapex
Macrocera fumidapex är en tvåvingeart som beskrevs av Freeman 1954. Macrocera fumidapex ingår i släktet Macrocera och familjen platthornsmyggor. Inga underarter finns listade i Catalogue of Life.